# Seihō Takeuchi
Seihō Takeuchi (jap. 竹内 栖鳳 Takeuchi Seihō), właśc. Tsunekichi Takeuchi (jap. 竹内 恒吉 Takeuchi Tsunekichi); ur. 20 grudnia 1864 w Kioto, zm. 23 sierpnia 1942 tamże – japoński malarz.

## Życiorys
Pochodził z Kioto. Był synem właściciela restauracji. Umiejętności plastyczne objawiał już jako dziecko, w 1877 roku pomimo sprzeciwu ojca wstąpił na naukę u malarza Eirina Tsuchidy, reprezentanta szkoły Shijō-Maruyama. Od 1880 roku kontynuował studia malarskie u Baireia Kōno (1844–1895), stając się najwybitniejszym z jego uczniów. Z czasem stał się jedną z czołowych postaci w życiu artystycznym Kioto i wykładowcą tamtejszej Szkoły Sztuk Pięknych. W latach 1900–1901 odbył podróż do Europy, odwiedzając Wystawę Światową w Paryżu. Wykorzystał ten czas na odwiedziny muzeów, zachwycając się zwłaszcza twórczością Turnera i Corota. Po powrocie do kraju wykorzystał zdobyte wówczas doświadczenie, wprowadzając do swojej twórczości elementy malarstwa europejskiego. Jako deklarację obranej drogi artystycznej malarz zmienił wówczas także pisownię znaku sei 棲 w swoim imieniu Seihō 棲鳳, na ideogram 栖, zawierający w sobie element 西 oznaczający „zachód”.
Tworzył realistyczne malarstwo kontynuujące tradycje szkoły Shijō, wzbogacone jednak o nową tematykę i elementy malarstwa europejskiego. Przedmiotem jego obrazów jest natura (krajobrazy i zwierzęta), a także ikonografia buddyjska, tematy historyczne i nawiązania do klasycznego malarstwa chińskiego. Tworzył przesycone liryzmem i patosem pejzaże, jego maniera nosi cechy wyrafinowanej, dekoracyjnej stylizacji. Po wizycie w Chinach w latach 1920–1921 zaczął tworzyć także monochromatyczne pejzaże malowane tuszem. Jego prace miały liczne wystawy w Japonii i Europie. Podczas wystawy w Paryżu w 1924 roku przyznano mu Legię Honorową.
W 1937 roku został odznaczony Orderem Kultury. Był członkiem Cesarskiej Akademii Sztuki.

## Galeria

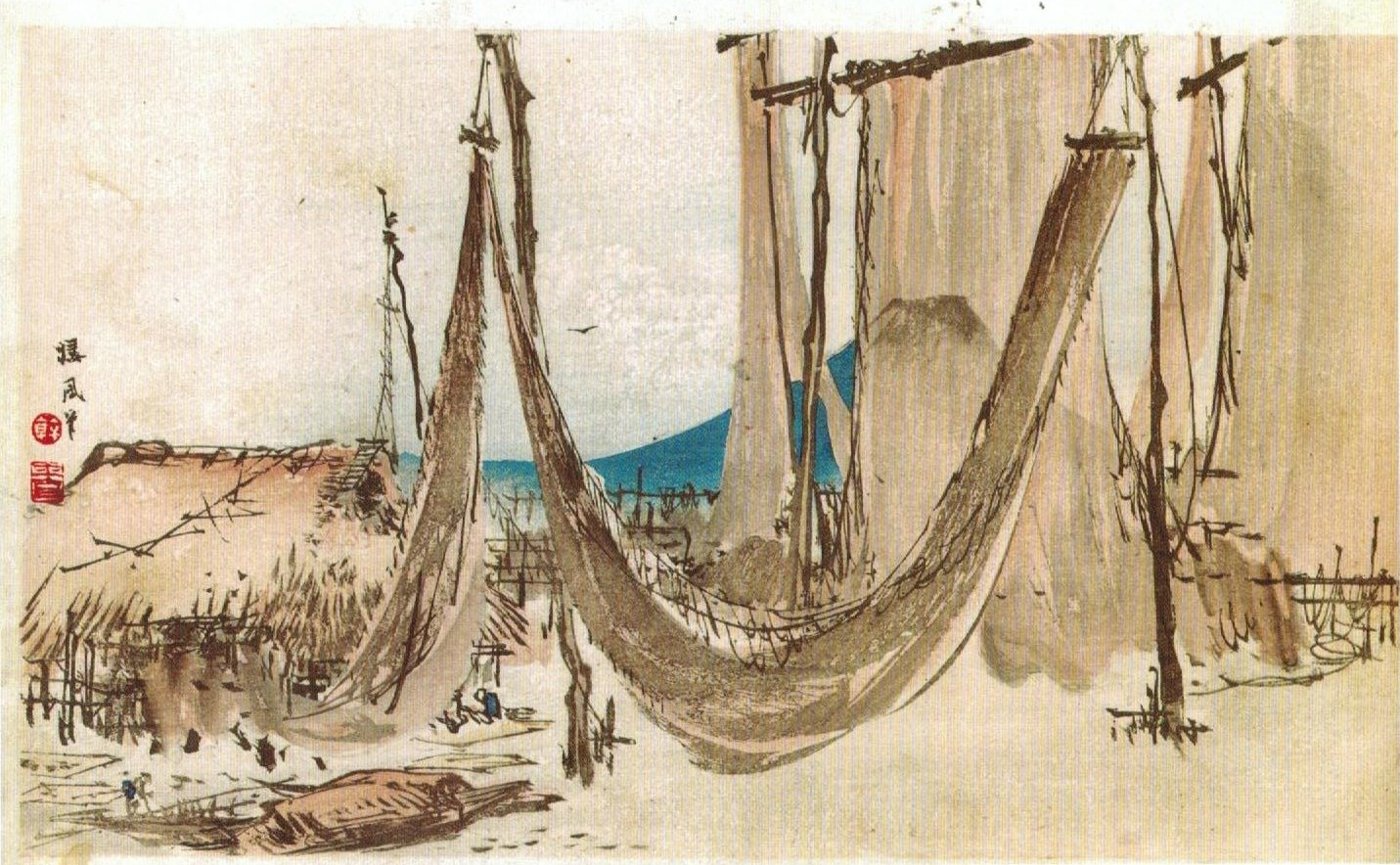
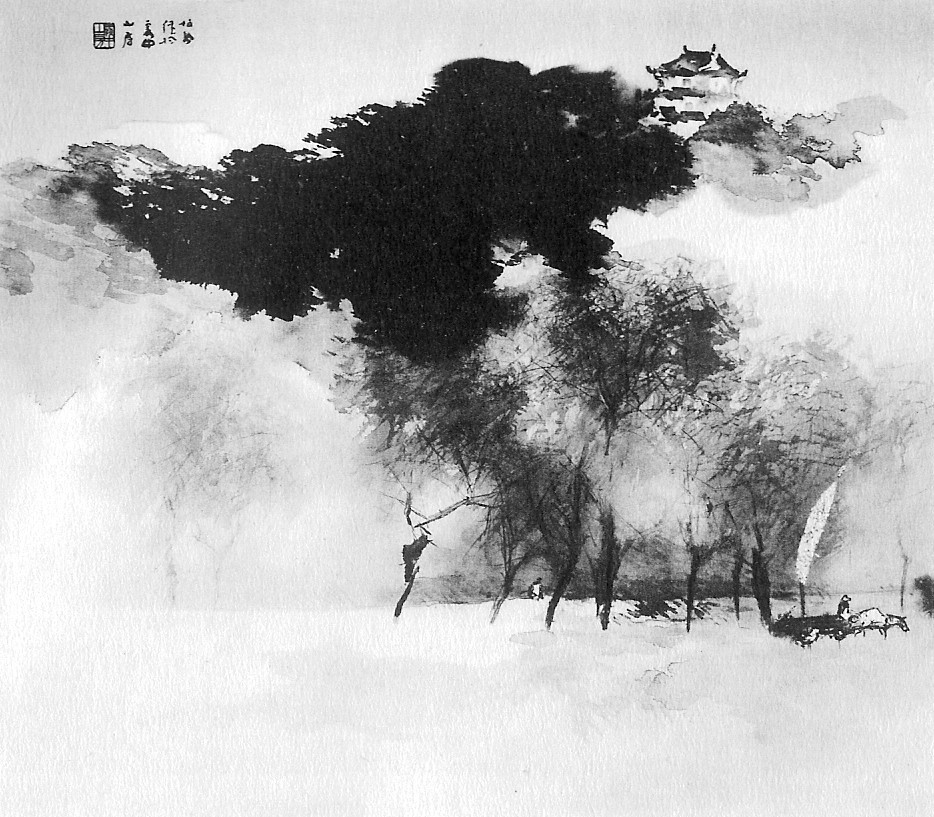
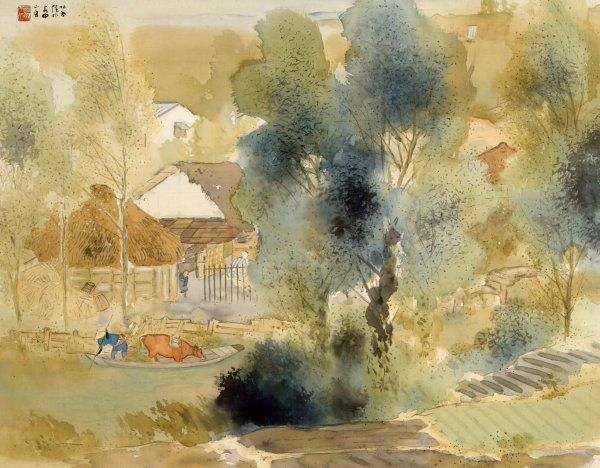
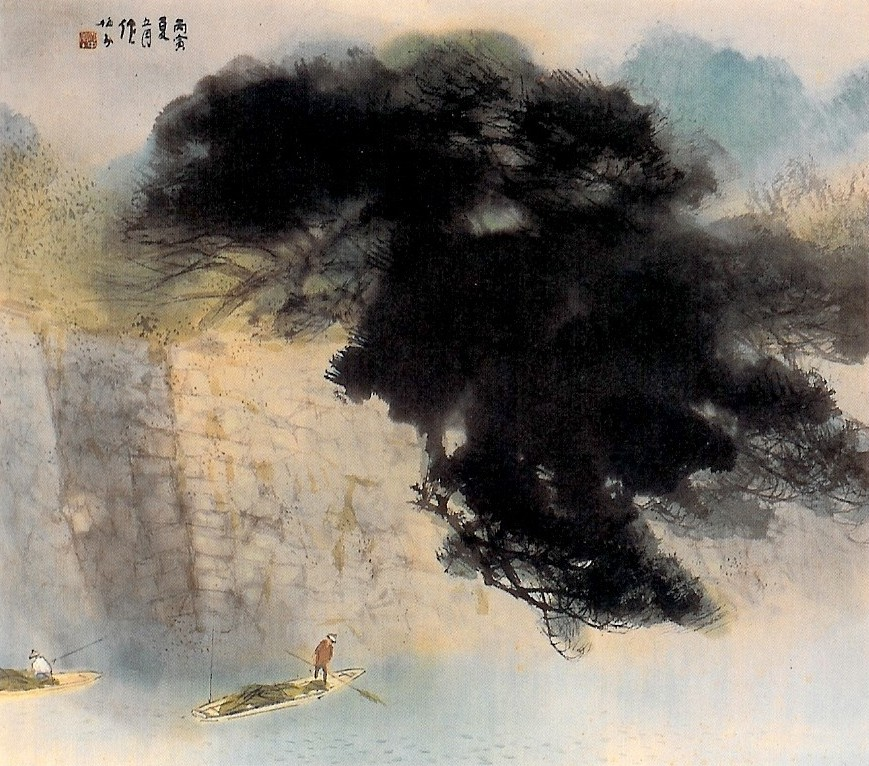
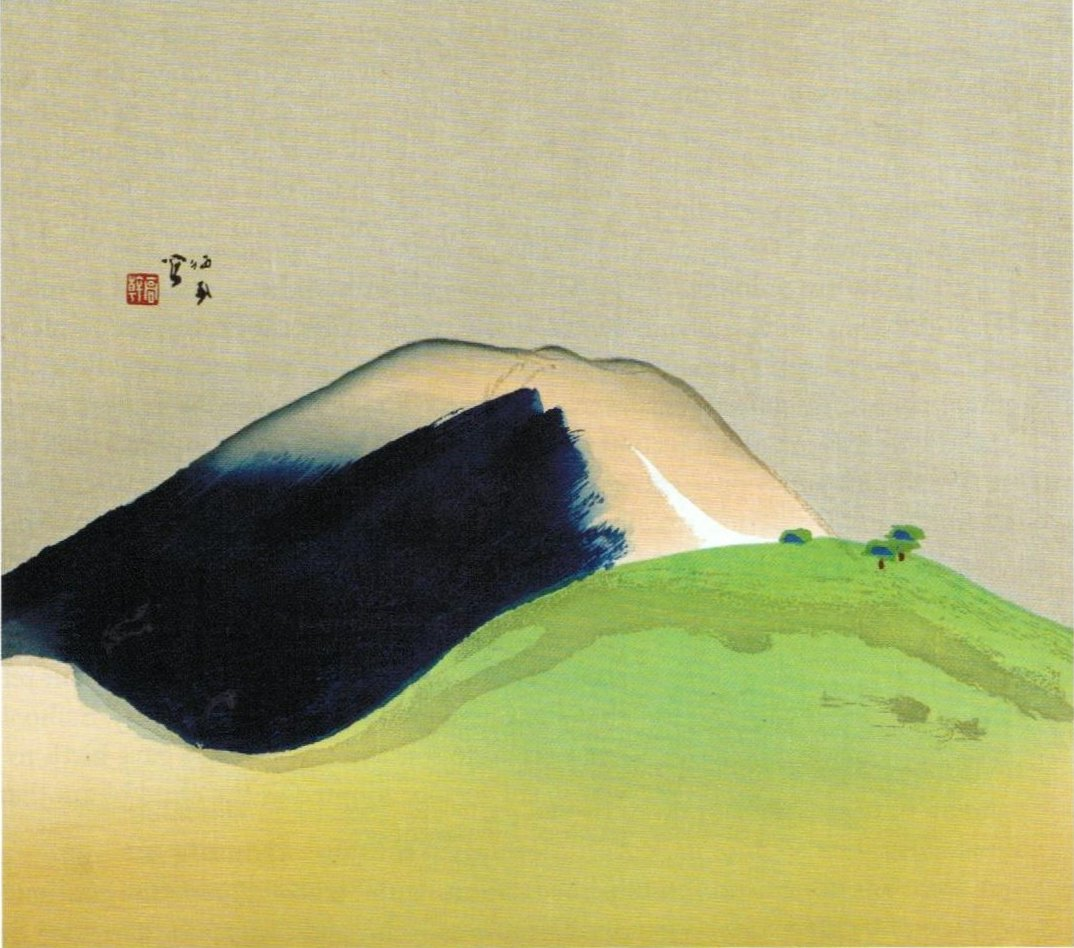
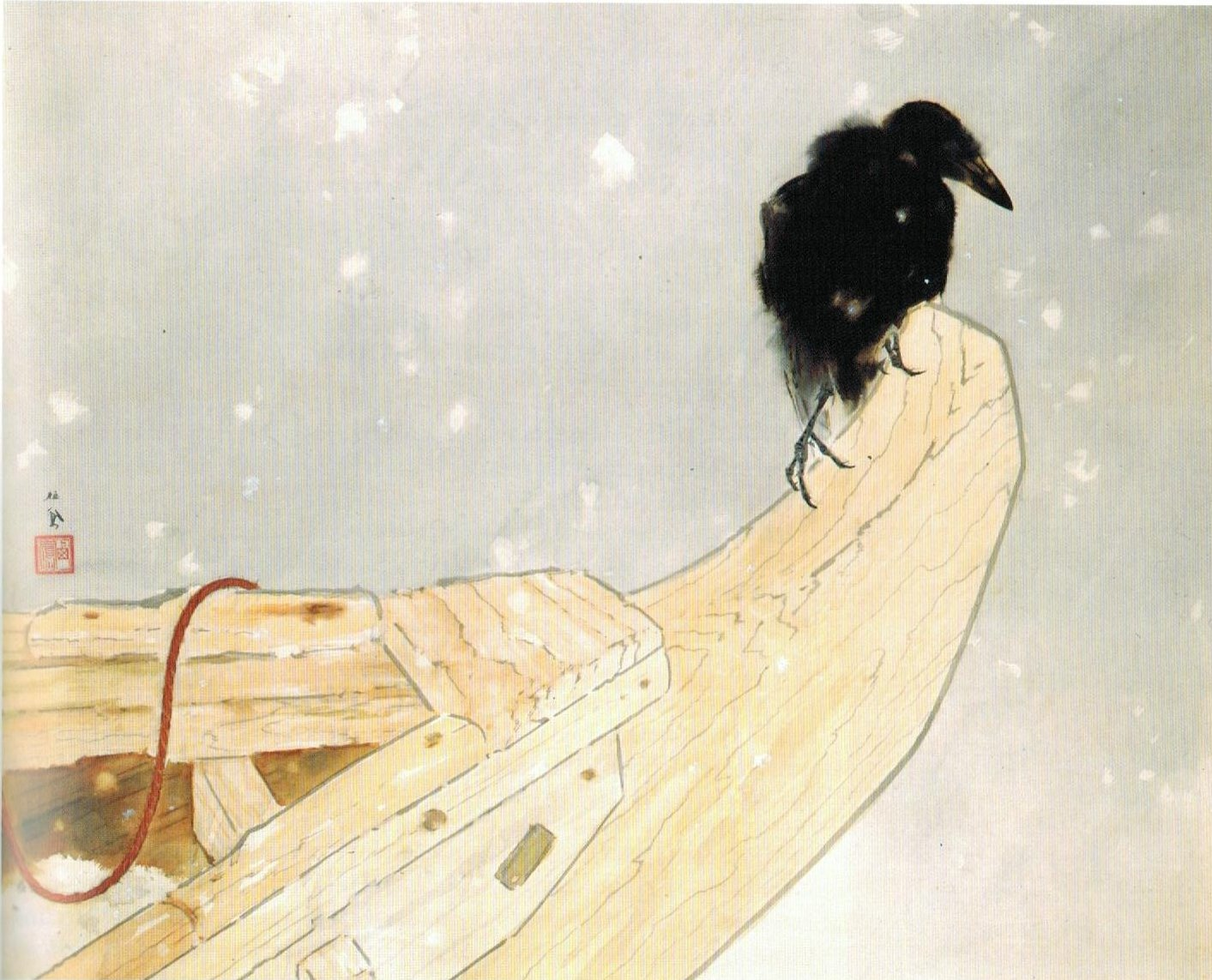